# Wieniec laurowy

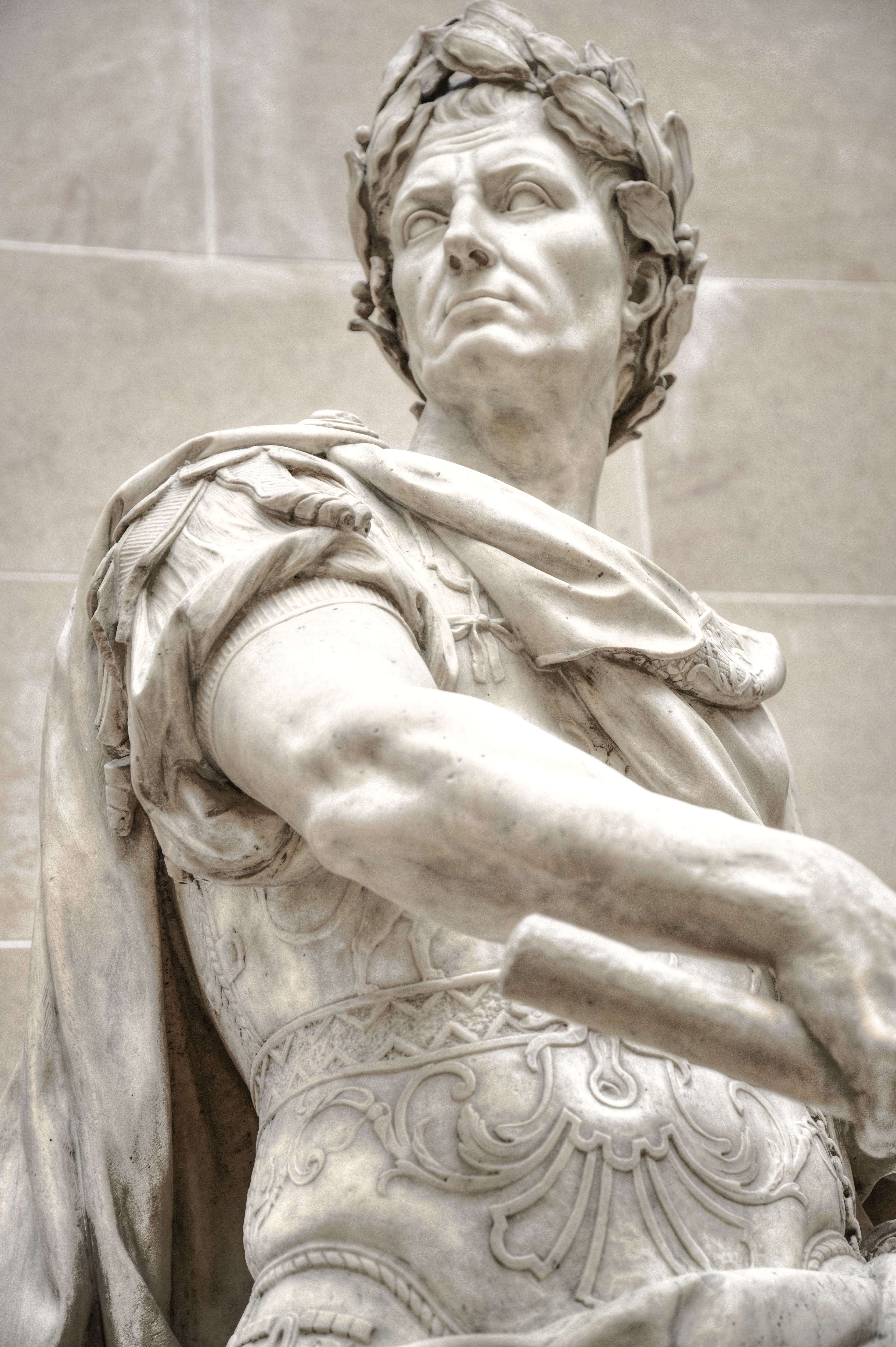
posąg Juliusza Cezara

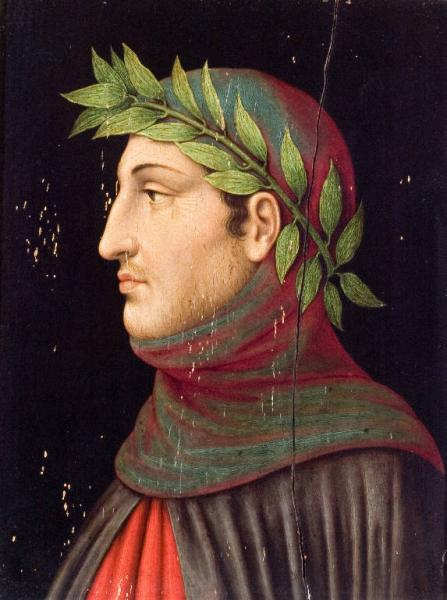
Renesansowy poeta uwieńczony laurem (Torquato Tasso)

Wieniec laurowy (wawrzynowy) – symbol chwały, sławy, triumfu i zwycięstwa, także nagroda dla zwycięzcy w boju lub sportowej rywalizacji. Przyznawany był zwycięskim wodzom, artystom, poetom, uczonym, sportowcom.

## Starożytność
Wieniec laurowy był atrybutem Apollina, nosili go również kapłani Hery i Heraklesa. Laur był również atrybutem Sławy, Prawdy, muz (Kalliope i Klio), a także poetów. Wierzono, że noszenie wieńca laurowego daje natchnienie twórcze.
Wieniec laurowy (tzw. wieniec triumfalny), który otrzymywał zwycięski wódz w starożytnym Rzymie miał symbolicznie oczyszczać z przelanej w boju krwi. Z czasem stał się on symbolem zwycięstwa i nieśmiertelnej chwały.
Wieńcem laurowym (tzw. laur olimpijski) ozdabiano głowy zwycięzców na igrzyskach w Grecji i Rzymie.
Prawo do stałego noszenia wieńca laurowego miał Juliusz Cezar, od tego czasu wieniec laurowy i purpurowy płaszcz stały się symbolami naczelnego wodza Imperium Rzymskiego.

## Średniowiecze i nowożytność
Z czasem wieniec laurowy stał się symbolem nie tylko zwycięstwa, ale też wybitnych osiągnięć we wszelkich dziedzinach życia. W średniowieczu kończący studia honorowani byli gałązkami owocującego wawrzynu szlachetnego. Wieńcem laurowym nagradzano wybitnych pisarzy (tzw. Laur Kapitolu – wyróżnienie przyznawane pisarzom przez cesarzy lub papieży).
W sztuce chrześcijańskiej wieńce laurowe, jako symbole triumfu i czystości, ozdabiały głowy świętych dziewic-męczennic, a także innych męczenników. W wieńcu laurowym umieszczano również monogram Chrystusa wskazując na jego zwycięstwo nad śmiercią lub rękę Boga, co symbolizowało jego nieśmiertelność
Gałązki i wieńce laurowe w sztuce sepulkralnej są symbolem nieśmiertelności.

## Wieniec laurowy obecnie
Laur jest symbolem zwycięstwa i pokoju. Motyw wieńca laurowego również współcześnie jest często wykorzystywany, m.in. w falerystyce:
- jedna z odznak żołnierskich (Wzorowy Żołnierz) ma kształt wieńca laurowego.